# Giro de Emilia 2017
La 100.ª edición de la clásica ciclista Giro de Emilia se celebró en Italia el 30 de septiembre de 2017 sobre un recorrido de 223,3 km con inicio en la ciudad de Casalecchio di Reno y final en el Santuario de Nuestra Señora de San Luca (Bolonia).
La carrera formó parte del UCI Europe Tour 2017, dentro de la categoría 1.HC.
La carrera fue ganada por el corredor italiano Giovanni Visconti del equipo Bahrain-Merida, en segundo lugar Vincenzo Nibali (Bahrain-Merida) y en tercer lugar Rigoberto Urán (Cannondale-Drapac).

## Recorrido
El Giro de Emilia dispuso de un recorrido total de 223,3 kilómetros con sitio de inicio en el municipio de Casalecchio di Reno, provincia de Bolonia hasta el Santuario de Nuestra Señora de San Luca (Bologna).

## Equipos participantes
Tomaron parte en la carrera 24 equipos: 11 de categoría UCI ProTeam; 9 de categoría Profesional Continental; 4 de categoría Continental. Formando así un pelotón de 192 ciclistas de los que acabaron 75. Los equipos participantes fueron:
| WorldTeams (11)- Orica-Scott - FDJ - Sky - Bahrain-Merida - UAE Team Emirates - Dimension Data - Trek-Segafredo - Cannondale-Drapac - AG2R La Mondiale - Astana - BMC Racing Team Equipos continentales profesionales (9)- Cofidis, Solutions Crédits - Wanty-Groupe Gobert - Gazprom-RusVelo - Bardiani CSF - Wilier Triestina-Selle Italia - Androni Giocattoli - Nippo-Vini Fantini - CCC Sprandi Polkowice - Caja Rural-Seguros RGA Equipos continentales (4)- Sangemini-MG.Kvis - Amore & Vita-Selle SMP-Fondriest - GM Europa Ovini - Unieuro Trevigiani-Hemus 1896 |
| |

## Clasificación final
- Las clasificaciones finalizaron de la siguiente forma:[4]

| \| Clasificación general \| Clasificación general \| Clasificación general \| Clasificación general \| Clasificación general \| \| Ciclista \| Ciclista \| Equipo \| Tiempo \| \| \| --------------------- \| --------------------- \| --------------------- \| --------------------- \| --------------------- \| \| 1.º \| Giovanni Visconti \| Bahrain-Merida \| 5 h 31 min 50 s \| \| \| 2.º \| Vincenzo Nibali \| Bahrain-Merida \| + 12 s \| \| \| 3.º \| Rigoberto Urán \| Cannondale-Drapac \| + 15 s \| \| \| 4.º \| Nicolas Roche \| BMC Racing Team \| + 19 s \| \| \| 5.º \| Gianni Moscon \| Team Sky \| + 23 s \| \| \| 6.º \| Alexis Vuillermoz \| AG2R La Mondiale \| + 26 s \| \| \| 7.º \| Diego Ulissi \| UAE Team Emirates \| + 26 s \| \| \| 8.º \| Thibaut Pinot \| FDJ \| + 26 s \| \| \| 9.º \| Jack Haig \| Orica-Scott \| + 33 s \| \| \| 10.º \| Ben Hermans \| BMC Racing Team \| + 33 s \| \| |                   |                   |                 |
| |                   |                   |                 |
| Fuente: ProCyclingStats |                   |                   |                 |
| Clasificación general |                   |                   |                 |
| Ciclista | Ciclista          | Equipo            | Tiempo          |
| 1.º | Giovanni Visconti | Bahrain-Merida    | 5 h 31 min 50 s |
| 2.º | Vincenzo Nibali   | Bahrain-Merida    | + 12 s          |
| 3.º | Rigoberto Urán    | Cannondale-Drapac | + 15 s          |
| 4.º | Nicolas Roche     | BMC Racing Team   | + 19 s          |
| 5.º | Gianni Moscon     | Team Sky          | + 23 s          |
| 6.º | Alexis Vuillermoz | AG2R La Mondiale  | + 26 s          |
| 7.º | Diego Ulissi      | UAE Team Emirates | + 26 s          |
| 8.º | Thibaut Pinot     | FDJ               | + 26 s          |
| 9.º | Jack Haig         | Orica-Scott       | + 33 s          |
| 10.º | Ben Hermans       | BMC Racing Team   | + 33 s          |

## UCI World Ranking
El Giro de Emilia otorga puntos para el UCI Europe Tour 2017 y el UCI World Ranking, este último para corredores de los equipos en las categorías UCI ProTeam, Profesional Continental y Equipos Continentales. Las siguientes tablas son el baremo de puntuación y los corredores que obtuvieron puntos:
| Posición              | 1.ª | 2.ª | 3.ª | 4.ª | 5.ª | 6.ª | 7.ª | 8.ª | 9.ª | 10.ª |
| Clasificación general | 200 | 150 | 125 | 100 | 85  | 70  | 60  | 50  | 40  | 35   |

| 1.º  | Giovanni Visconti | Bahrain-Merida    | 200 |
| 2.º  | Vincenzo Nibali   | Bahrain-Merida    | 150 |
| 3.º  | Rigoberto Urán    | Cannondale-Drapac | 125 |
| 4.º  | Nicolas Roche     | BMC Racing        | 100 |
| 5.º  | Gianni Moscon     | Team Sky          | 85  |
| 6.º  | Alexis Vuillermoz | AG2R La Mondiale  | 70  |
| 7.º  | Diego Ulissi      | UAE Emirates      | 60  |
| 8.º  | Thibaut Pinot     | FDJ               | 50  |
| 9.º  | Jack Haig         | Orica-Scott       | 40  |
| 10.º | Ben Hermans       | BMC Racing        | 35  |